# San Antonio (Escazú)
San Antonio es el distrito número dos del cantón de Escazú, de la provincia de San José, en Costa Rica, fundado en el año de 1848. 
El distrito se caracteriza por sus populares desfiles de boyeros, reconocidos a nivel nacional, y por ser el distrito más rural del cantón, a diferencia de los otros que presentan más urbanismo. Además, es reconocido por sus populares casas de adobe.

## Toponimia
El nombre del distrito proviene en honor a San Antonio de Padua, patrono del distrito de San Antonio y de la iglesia de San Antonio de Padua, localizada en el centro del distrito.

## Historia
En la Ley n.º 63 del 4 de noviembre de 1825 se menciona a Escazú como un distrito del Departamento Occidental, uno de los dos en que se dividió el territorio del Estado en ese momento. Posteriormente, en el Registro de Linderos de los barrios y cuarteles del Departamento de San José, fechado el 30 de noviembre de 1841, Escazú aparece registrado como un barrio, al igual que San Antonio.
En 1848 se establece en Costa Rica la división político-administrativa del territorio nacional mediante el Régimen Cantonal. Bajo el decreto n.º 167 del 7 de diciembre de ese año, la Villa de Escazú es declarada Cantón, abarcando en ese entonces las poblaciones de Santa Ana, Mora y Puriscal.
La primera segregación territorial ocurre el 7 de agosto de 1868, cuando se crea el cantón de Puriscal. Le sigue Mora, que se separa el 25 de mayo de 1883, y finalmente Santa Ana, que adquiere su categoría de cantón el 29 de agosto de 1907.

## Ubicación
Se ubica en el sur del cantón y limita al norte con el distrito de Escazú, al oeste con el cantón de Santa Ana, al sur con los cantones de Mora y Acosta y al este con el cantón de Alajuelita.

## Geografía
San Antonio cuenta con un área de 16,96 km² y una altitud media de 1245 m s. n. m.

## Demografía
Para el año 2022, San Antonio cuenta con una población estimada de 26 549 habitantes, y para el último censo efectuado, en 2011, San Antonio contaba con una población de 22 554 habitantes.

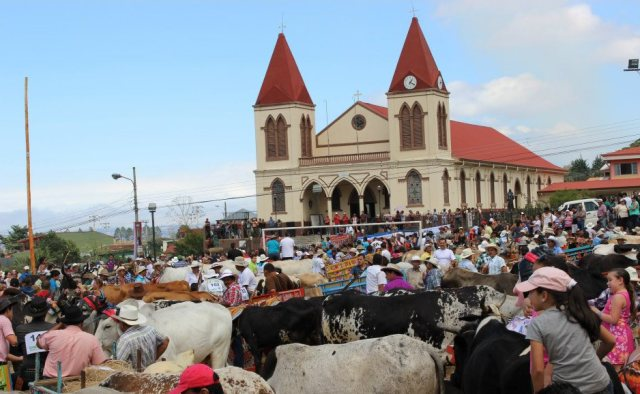
Día del Boyero en San Antonio, 2013

San Antonio de Escazú tradicionalmente ha incluido la mayor parte de las zonas rurales del cantón de Escazú. Antes del Censo Nacional del año 2000 se presenta un ligero ordenamiento territorial en Escazú, propiciado principalmente por la expansión urbana de los dos distritos restantes, y San Antonio de Escazú ve reducida su extensión territorial de 17,69 km² a la actual.
De acuerdo con el censo de 2011, un pequeño porcentaje de la población de San Antonio (411 habitantes, un 2 % del total distrital) reside en área rural, generalmente en el sector conocido como Cerros de Escazú. En el caso de la población nacida en el extranjero, San Antonio presenta el siguiente ordenamiento. Según el mismo censo, el distrito posee más de 6 475 viviendas, aproximadamente.
| País de Nacimiento       | Total 2000 | % Extranj. | Total 2011 | % Extranj. |
| ------------------------ | ---------- | ---------- | ---------- | ---------- |
| Nicaragua                | 1.424      | 71,0       | 1.897      | 69,3       |
| Estados Unidos           | 135        | 6,7        | 155        | 5,7        |
| Colombia                 | 40         | 2,0        | 148        | 5,4        |
| El Salvador              | 68         | 3,4        | 103        | 3,8        |
| Venezuela                | 4          | 0,2        | 48         | 1,8        |
| Nacidos en el Extranjero | 2 005      | 100,0      | 2 739      | 100,0      |

## Concejo de distrito
El concejo de distrito de San Antonio vigila la actividad municipal y colabora con los respectivos distritos de su cantón. También está llamado a canalizar las necesidades y los intereses del distrito, por medio de la presentación de proyectos específicos ante el Concejo municipal. El presidente del concejo del distrito es el síndico propietario del partido cantonal Yunta Progresista Escazuceña, Denis Gerardo León Castro.
El concejo del distrito se integra por:
| #                       | Partido                              | Nombre                            |
| Síndico propietario     | Síndico propietario                  | Síndico propietario               |
| ----------------------- | ------------------------------------ | --------------------------------- |
| 1                       | Partido Yunta Progresista Escazuceña | Denis Gerardo León Castro         |
| Síndico suplente        |                                      |                                   |
| 2                       | Partido Yunta Progresista Escazuceña | Flor María Sandí Solís            |
| Concejales propietarios |                                      |                                   |
| 3                       | Partido Yunta Progresista Escazuceña | Doris Mayela Agüero Córdoba       |
| 4                       | Partido Yunta Progresista Escazuceña | Victoriano Angulo Fernández       |
| 5                       | Partido Yunta Progresista Escazuceña | Edwin Alonso Fernández Corrales   |
| 6                       | Partido Yunta Progresista Escazuceña | Cecilia Carranza Gómez            |
| Concejales suplentes    |                                      |                                   |
| 7                       | Partido Yunta Progresista Escazuceña | Carlos Luis Alvarado Monge        |
| 8                       | Partido Yunta Progresista Escazuceña | Denisse Daniela Fernández Guevara |
| 9                       | -                                    | -                                 |
| 10                      | -                                    | -                                 |

## Organización territorial
El distrito de San Antonio se conforma por las siguientes comunidades o barrios:
- Bebedero
- Bello Horizonte (parte)
- Centro
- El Carmen
- La Nuez
- Palo Campana
- Santa Teresa
- Tejarcillos
- Torrotillo
- Vista de Oro

## Cultura

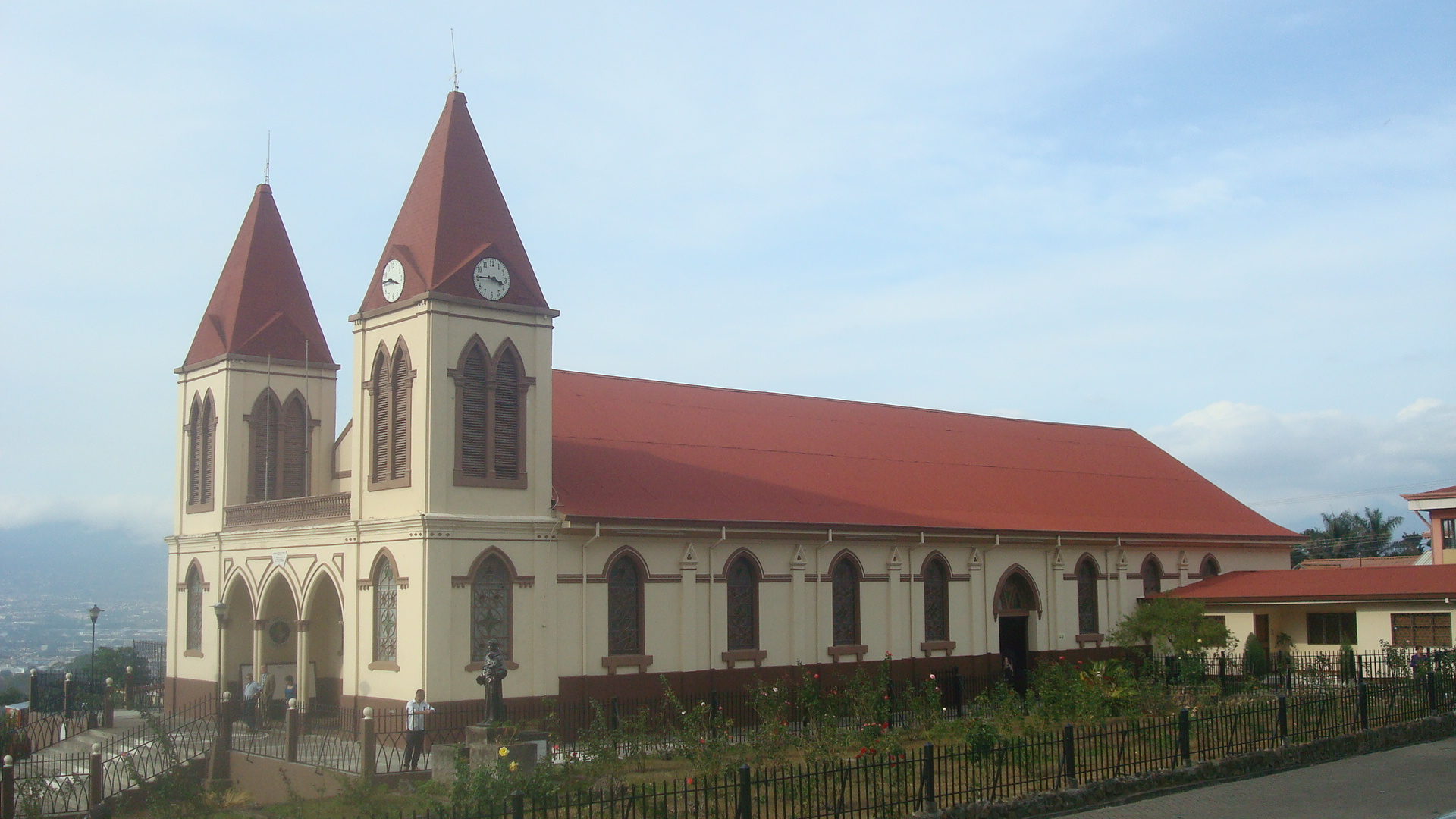
Iglesia de San Antonio de Padua

### Educación
Ubicadas propiamente en el distrito de San Antonio se encuentran los siguientes centros educativos:
- Liceo de Escazú
- Colegio Técnico Profesional (C.T.P.) de Escazú
- Sección Nocturna del C.T.P. de Escazú

### Sitios de interés
- Cerros de Escazú
- Iglesia San Antonio de Padua
- Plaza San Antonio
- Estadio municipal Ramón Madrigal
- Estadio Nicolás Masís

## Transporte

### Carreteras
Al distrito lo atraviesan las siguientes rutas nacionales de carretera:
- Ruta nacional 105